# Kumushoy Matyoqubova
Kumushoy Matyoqubova ist eine usbekische Crosslauf-Sommerbiathletin.
Kumushoy Matyoqubova hatte ihre ersten bedeutenden internationalen Einsätze im Rahmen der Sommerbiathlon-Europameisterschaften 2013 in Haanja. Dort wurde sie im Sprint mit vier Fehlern 18. und fiel nach 12 Fehlern im darauf basierenden Verfolgungsrennen auf Rang 20 zurück. Mit Marina Hmelevskaya, Murod Hodjibayev und Ruslan Nasirov wurde sie zudem im Mixed-Staffelwettbewerb Neunte mit der Vertretung Usbekistans.